# Armenien i olympiska vinterspelen 2014
Armenien deltog med fyra deltagare vid de olympiska vinterspelen 2014 i Sotji. Ingen av landets deltagare erövrade någon medalj.

## Alpin skidåkning
- Arman Serebrakyan

## Längdskidåkning
- Katya Galstyan
- Sergey Mikayelyan
- Artur Yeghoyan